# Andrzej Saramonowicz
Andrzej Bogdan Saramonowicz (sinh ngày 23 tháng 2 năm 1965 tại Warsaw) là một đạo diễn, diễn viên, nhà báo và nhà viết kịch bản người Ba Lan. Saramonowicz học ngành lịch sử tại Đại học Warsaw trước khi chuyển sang làm báo. Ông đã cộng tác với một số tạp chí chính thống của Ba Lan, chẳng hạn như Gazeta Wyborcza, Viva và Przekrój. Năm 2000, kịch bản và bộ phim đầu tiên Pół serio  ("Half seriously") đã mang về cho ông giải thưởng chính tại Liên hoan phim viễn tưởng Ba Lan (2000) ở Gdynia và bắt đầu sự nghiệp làm phim của mình. Sau đó, ông tiếp tục viết, sản xuất và đạo diễn một vài tác phẩm thành công lớn của điện ảnh Ba Lan trong thập kỷ qua. Các bộ phim hài của ông như Testosteron, Lejdis và riêng Idealny facet dla mojej dziewczyny
đã thu hút được 4,6 triệu người xem, đạt gần 1/4 tổng số vé bán ra trong giai đoạn đó.

## Những thành tựu đầu tiên
Sau thành công ngoài mong đợi của "Pół serio" (dựa trên chương trình truyền hình văn hóa cùng tên) Saramonowicz tiếp tục viết vở kịch Testosteron (đình đám hiện nay), được công chiếu trên các sân khấu toàn quốc và nước ngoài (đặc biệt là ở Anh, Thổ Nhĩ Kỳ, Cộng hòa Séc, Bungari...). Năm 2003, ông ra mắt phim hài đen Ciało, mà ông hợp tác với đạo diễn Tomasz Konecki thực hiện. Ciało, thành công cả về mặt phê bình và lẫn thương mại, đã được trao giải  thưởng Złota Kaczka (Con Vịt vàng) cho phim Ba Lan hay nhất tại lễ trao giải Tạp chí Điện ảnh.

## Thành công chính
Năm 2007, bộ phim chuyển thể từ vở kịch sân khấu Testosteron của Saramonowicz đã lên sóng màn ảnh rộng. Với 1,4 triệu người xem, Testosteron là bộ phim đầu tiên trong chuỗi phim hài đã làm mới bối cảnh hài hước trong cuộc sống người Ba Lan - trong số đó còn có Lejdis (2007), Idealny facet dla mojej dziewczyny ("The Perfect Guy for My Girlfriend") (2009) và Jak się pozbyć cellulitu ("How to Get Rid of Cellulite") (2011).

## Phim ảnh

### Đạo diễn
- Ciało (2003)
- Testosteron (2007)
- Jak się pozbyć cellulitu (2011)
- Bejbis (2022)

### Biên kịch
- Rodziców nie ma w domu (1997-1998)
- 13 posterunek (1998)
- Pół serio (2000)
- Ciało (2003)
- Tango z aniołem (2005-2006)
- Testosteron (2007)
- Lejdis (2007)
- Idealny facet dla mojej dziewczyny (2009)
- Jak się pozbyć cellulitu (2011)
- Bejbis (2022)

### Nhà sản xuất
- Lejdis (2007)
- Idealny facet dla mojej dziewczyny (2009)
- Jak się pozbyć cellulitu (2011)

## Liên kết bên ngoài
- Saramonowicz at filmweb.pl